# Li Yuehong
Li Yuehong (chiń. 李越宏; pinyin Lǐ Yuèhóng; ur. 28 sierpnia 1989 r.) – chiński strzelec sportowy, mistrz olimpijski z Paryża, brązowy medalista olimpijski z Rio de Janeiro i Tokio.
Specjalizuje się w strzelaniu pistoletowym. Zawody w 2016 roku były jego pierwszymi igrzyskami olimpijskimi. W konkurencji pistoletu szybkostrzelnego na dystansie 25 metrów wyprzedzili go jedynie Niemiec Christian Reitz i Francuz Jean Quiquampoix. Był w tej konkurencji indywidualnym brązowym medalistą mistrzostw świata w 2010 i 2014 roku oraz triumfatorem igrzysk azjatyckich w 2010 roku.
W 2021 roku, na rozgrywanych w Tokio letnich igrzyskach olimpijskich, udało mu się wywalczyć tak jak pięć lat wcześniej, brązowy medal olimpijski w konkurencji pistoletu pneumatycznego 25 m.

## Igrzyska olimpijskie
| Igrzyska | Miejscowość    | Konkurencja                   | Kwalifikacje | Kwalifikacje | Finał | Finał   |
| Igrzyska | Miejscowość    | Konkurencja                   | Wynik        | Pozycja      | Wynik | Pozycja |
| -------- | -------------- | ----------------------------- | ------------ | ------------ | ----- | ------- |
| IO 2016  | Rio de Janeiro | Pistolet szybkostrzelny, 25 m | 584          | 5. Q         | 27    | brąz    |
| IO 2020  | Tokio          | Pistolet szybkostrzelny, 25 m | 582          | 6. Q         | 26    | brąz    |